# 텍스 에이버리

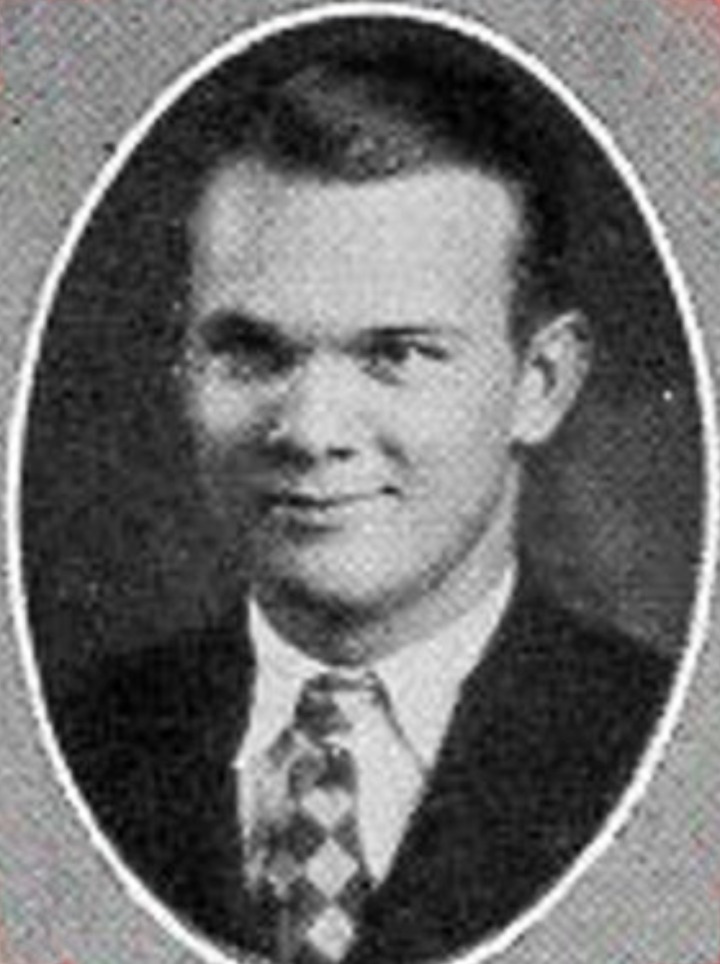

프레더릭 빈 에이버리(Frederick Bean Avery, 1908년 2월 26일 ~ 1980년 8월 26일), 간단히 텍스 에이버리(Tex Avery)는 미국의 애니메이터이자 성우이다. 미국 애니메이션의 황금시대를 대표하는 애니메이터 중 한명이다.
워너 브라더스와 메트로 골드윈 메이어 (MGM)에서 주로 작업하였으며, 벅스 버니, 대피 덕, 드루피 등 인기 캐릭터를 만들어 냈다. 1940년대에서 1950년대에 걸친 거의 모든 만화에 에이버리의 영향을 볼 수 있다. MGM에서 만든 다른 캐릭터는 늑대, 나사 다람쥐, 조지와 주니어였다.